# 112 (nombre)
Pour les articles homonymes, voir 112 (homonymie).
112 (cent-douze ou cent douze) est l'entier naturel qui suit 111 et qui précède 113.

## En mathématiques
Cent-douze est :
- un nombre abondant,
- un nombre heptagonal,
- un nombre Harshad,
- la somme de six nombres premiers consécutifs (11 + 13 + 17 + 19 + 23 + 29).

## Dans d'autres domaines
Cent-douze est aussi :
- le nombre de livres dans un quintal britannique,
- le numéro de la sourate Al-Ikhlas dans le Coran,
- le numéro atomique du copernicium.
- le numéro d'appel d'urgence en Europe.

Urgence 112